# Protea curvata
Protea curvata (N.E.Br., 1901) è una pianta della famiglia Proteaceae, endemica delle Province Settentrionali, in Sudafrica.

## Distribuzione e habitat
La specie è endemica dei Monti dei Draghi (Sudafrica).